# 任廷貴
任廷貴（1490年—？年），字君爵，號秋溪，山西太原府石州（今离石县）人，明朝政治人物。

## 生平
嘉靖四年（1525年）乙酉科山西鄉試第十九名舉人，嘉靖八年（1529年）己丑科會試第一百一名，廷試三甲進士。授任昆山县知县。

## 家族
曾祖任海，祖任志德，父任敬，母楊氏。严侍下。